# Раджа
Раджа или раджах е владетелска титла от историята на Индийския субконтинент и Югоизточна Азия. Титлата е засвидетелствана от Ригведа. Титлата носят владетели на по-малки кралства, най-често зависими. Съпругата на раджата е рани.
В различните вариации на хинди се срещат наименования за същия владетелски ранг – рана, рао, раол, рауал и рауат.
Раджа, както и по-ниската титла такур, са използвани предимно от индуистки, будистки и сикхски владетели, докато мюсюлманите използват науаб и султан.